# Francesco di Monaco
Francesco di Monaco (nome completo in francese François Charles Madeleine Joseph; Parigi, 4 febbraio 1726 – 9 dicembre 1743) è stato un principe monegasco.

## Biografia

### Nascita
Il principe Francesco nacque il 4 febbraio 1726 all'Hotel Matignon, Parigi. Era il sestogenito nonché quarto figlio maschio di Luisa Ippolita e di Jacques Goyon de Matignon.

### Giovinezza
In giovinezza fu conosciuto con il titolo di conte di Torigni, ereditato dalla nonna paterna attraverso il padre. Possedeva anche il titolo di patrizio genovese, ereditato dagli avi che governarono sulla signoria di Monaco.

### Morte
Morì giovane il 9 dicembre 1743, all'età di 17 anni.

## Titoli e trattamento
- 4 febbraio 1726 - 9 dicembre 1743: Sua Altezza Serenissima, il principe Francesco di Monaco, conte di Torigni

## Ascendenza
|                          |                   |                                | Genitori                           |  |  | Nonni |  |  | Bisnonni       |  |  | Trisnonni     |  |
|                          |                   |                                |                                    |  |  |       |  |  | François Goyon |  |  | Charles Goyon |  |
|                          |                   |                                |                                    |  |  |       |  |  | François Goyon |  |  | Charles Goyon |  |
|                          |                   | Eleonor d'Orléans-Longueville  |                                    |  |  |       |  |  | François Goyon |  |  |               |  |
| Jacques Goyon            |                   |                                |                                    |  |  |       |  |  | François Goyon |  |  |               |  |
|                          |                   | Anne Malon de Bercy            | Charles II Claude Malon            |  |  |       |  |  |                |  |  |               |  |
|                          |                   | Anne Malon de Bercy            | Charles II Claude Malon            |  |  |       |  |  |                |  |  |               |  |
|                          |                   | Anne Malon de Bercy            | Catherine Habert de Montmort       |  |  |       |  |  |                |  |  |               |  |
| Jacques Goyon            |                   | Anne Malon de Bercy            |                                    |  |  |       |  |  |                |  |  |               |  |
|                          |                   | Henri Goyon                    | François Goyon                     |  |  |       |  |  |                |  |  |               |  |
|                          |                   | Henri Goyon                    | François Goyon                     |  |  |       |  |  |                |  |  |               |  |
|                          |                   | Henri Goyon                    | Anne Malon de Bercy                |  |  |       |  |  |                |  |  |               |  |
| Charlotte Goyon          |                   | Henri Goyon                    |                                    |  |  |       |  |  |                |  |  |               |  |
|                          |                   | Marie Françoise Le Tellier     | François Le Tellier                |  |  |       |  |  |                |  |  |               |  |
|                          |                   | Marie Françoise Le Tellier     | François Le Tellier                |  |  |       |  |  |                |  |  |               |  |
|                          |                   | Marie Françoise Le Tellier     | Charlotte Crespin du Bec           |  |  |       |  |  |                |  |  |               |  |
| Francesco di Monaco      |                   | Marie Françoise Le Tellier     |                                    |  |  |       |  |  |                |  |  |               |  |
|                          | Luigi I di Monaco | Ercole Grimaldi                |                                    |  |  |       |  |  |                |  |  |               |  |
|                          | Luigi I di Monaco | Ercole Grimaldi                |                                    |  |  |       |  |  |                |  |  |               |  |
|                          | Luigi I di Monaco | Maria Aurelia Spinola          |                                    |  |  |       |  |  |                |  |  |               |  |
| Antonio I di Monaco      | Luigi I di Monaco |                                |                                    |  |  |       |  |  |                |  |  |               |  |
|                          |                   | Catherine Charlotte de Gramont | Antoine III de Gramont             |  |  |       |  |  |                |  |  |               |  |
|                          |                   | Catherine Charlotte de Gramont | Antoine III de Gramont             |  |  |       |  |  |                |  |  |               |  |
|                          |                   | Catherine Charlotte de Gramont | Françoise Marguerite du Plessis    |  |  |       |  |  |                |  |  |               |  |
| Luisa Ippolita di Monaco |                   | Catherine Charlotte de Gramont |                                    |  |  |       |  |  |                |  |  |               |  |
|                          |                   | Luigi di Lorena                | Enrico di Lorena-Harcourt          |  |  |       |  |  |                |  |  |               |  |
|                          |                   | Luigi di Lorena                | Enrico di Lorena-Harcourt          |  |  |       |  |  |                |  |  |               |  |
|                          |                   | Luigi di Lorena                | Marguerite Philippe du Cambout     |  |  |       |  |  |                |  |  |               |  |
| Maria di Lorena          |                   | Luigi di Lorena                |                                    |  |  |       |  |  |                |  |  |               |  |
|                          |                   | Catherine de Neufville         | Nicolas de Neufville               |  |  |       |  |  |                |  |  |               |  |
|                          |                   | Catherine de Neufville         | Nicolas de Neufville               |  |  |       |  |  |                |  |  |               |  |
|                          |                   | Catherine de Neufville         | Madeleine de Blanchefort de Créquy |  |  |       |  |  |                |  |  |               |  |
|                          |                   | Catherine de Neufville         |                                    |  |  |       |  |  |                |  |  |               |  |